# Yitayew Abuhay
Yitayew Abuhay (hebräisch ייטאייב אבוהאי; * 1. Dezember 1996) ist ein israelischer Leichtathlet, der sich auf den Langstreckenlauf spezialisiert hat.

## Sportliche Laufbahn
Erste internationale Erfahrungen sammelte Yitayew Abuhay im Jahr 2015, als er bei den Junioreneuropameisterschaften in Eskilstuna mit 14:55,53 min auf den zwölften Platz im 5000-Meter-Lauf gelangte. Im Jahr darauf wurde er bei den Crosslauf-Europameisterschaften 2016 Chia in 24:07 min 37. im U23-Rennen und 2017 belegte er bei den U23-Europameisterschaften in Bydgoszcz in 30:09,37 min den zehnten Platz über 10.000 Meter. Im Dezember gelangte er dann bei den Crosslauf-Europameisterschaften in Šamorín mit 25:44 min auf den 50. Platz im U23-Rennen. Bei den Crosslauf-Europameisterschaften 2018 in Tilburg klassierte er sich mit 25:02 min auf dem 39. Platz im U23-Rennen und im Jahr darauf kam er bei den Crosslauf-Europameisterschaften 2019 in Lissabon im Einzelbewerb nicht ins Ziel. Bei den Halbmarathon-Weltmeisterschaften 2020 in Gdynia wurde er in 1:04:21 h 91. und bei den Straßenlauf-Weltmeisterschaften 2023 in Riga landete er nach 1:04:34 h auf dem 62. Platz im Halbmarathon. Im Dezember gelangte er dann bei den Crosslauf-EM in Brüssel mit 32:33 min auf den 61. Platz. Im Jahr darauf wurde er bei den Europameisterschaften in Rom in 29:05,32 min 23. im A-Lauf über 10.000 Meter. Bei den Straßenlauf-Europameisterschaften 2025 in Löwen lief er nach 2:20:50 h auf dem 25. Platz im Marathon ein.
In den Jahren 2021 und 2022 wurde Abuhay israelischer Meister im 5000-Meter-Lauf.

## Persönliche Bestleistungen
- 5000 Meter: 13:44,31 min, 2. Juli 2022 in Heusden-Zolder
- 10.000 Meter: 27:52,11 min, 18. Mai 2024 in London
- 10-km-Straßenlauf: 28:56 min, 14. Januar 2024 in Valencia
- Halbmarathon: 1:03:40 h, 20. Oktober 2024 in Neu-Delhi
- Marathon: 2:07:26 h, 23. Februar 2025 in Sevilla